# Caversham Park
Caversham Park est une demeure seigneuriale de l'époque victorienne avec un parc dans la banlieue de Caversham, à la périphérie de Reading, en Angleterre. Historiquement situé dans l'Oxfordshire, il devient une partie du Berkshire avec des changements de limites en 1911. Caversham Park abrite BBC Monitoring et BBC Radio Berkshire. Le parc est classé Grade II dans le registre du patrimoine anglais des parcs et jardins historiques.

## Histoire ancienne
L'histoire de Caversham Park remonte au moins à l'époque normande, lorsque Walter Giffard, un parent éloigné de Guillaume le Conquérant, reçoit le domaine après la conquête de 1066. Le domaine, alors Caversham Manor, est un manoir fortifié ou un château, probablement plus près de la Tamise que la maison actuelle. Le domaine est enregistré dans le Domesday Book, dans une entrée décrivant une propriété de 9,7 kilomètres carrés (2 400 acres) d'une valeur de 20 £. Le domaine passe à William Marshall, comte de Pembroke et protecteur du royaume, à la fin du XIIe siècle. Marshall, qui dans ses dernières années est régent de facto sous le règne d'un jeune Henri III, est mort à Caversham Park en 1219.
Plus tard, il est occupé par les comtes de Warwick. En 1542, il est acheté par Sir Francis Knollys, le trésorier de la reine Elizabeth Ire. Cependant, il ne s'y installe que quarante ans plus tard, lorsqu'il reconstruit complètement la maison légèrement au nord. Le fils de Sir Francis, William Knollys, y reçoit la reine Elizabeth Ire et Anne de Danemark .
Une description d'un divertissement à Caversham pour Anne de Danemark en avril 1613 écrite par Thomas Campian est imprimée en 1613. Elle est accueillie par un « cynique » habillé en sauvage qui débat avec un « voyageur » en costume élaboré .
Plus tard, Caversham devient la résidence du comte royaliste William Craven (1er comte de Craven). Pendant la guerre civile, la maison est confisquée et utilisée pour emprisonner Charles Ier. Après la guerre civile, le manoir élisabéthain est démoli en raison de son mauvais état et reconstruit par Lord Craven après 1660, probablement avec William Winde comme architecte. Le domaine est vendu en 1697, passant dans les années 1720 entre les mains de William, premier baron, puis comte de Cadogan (décédé en 1726).

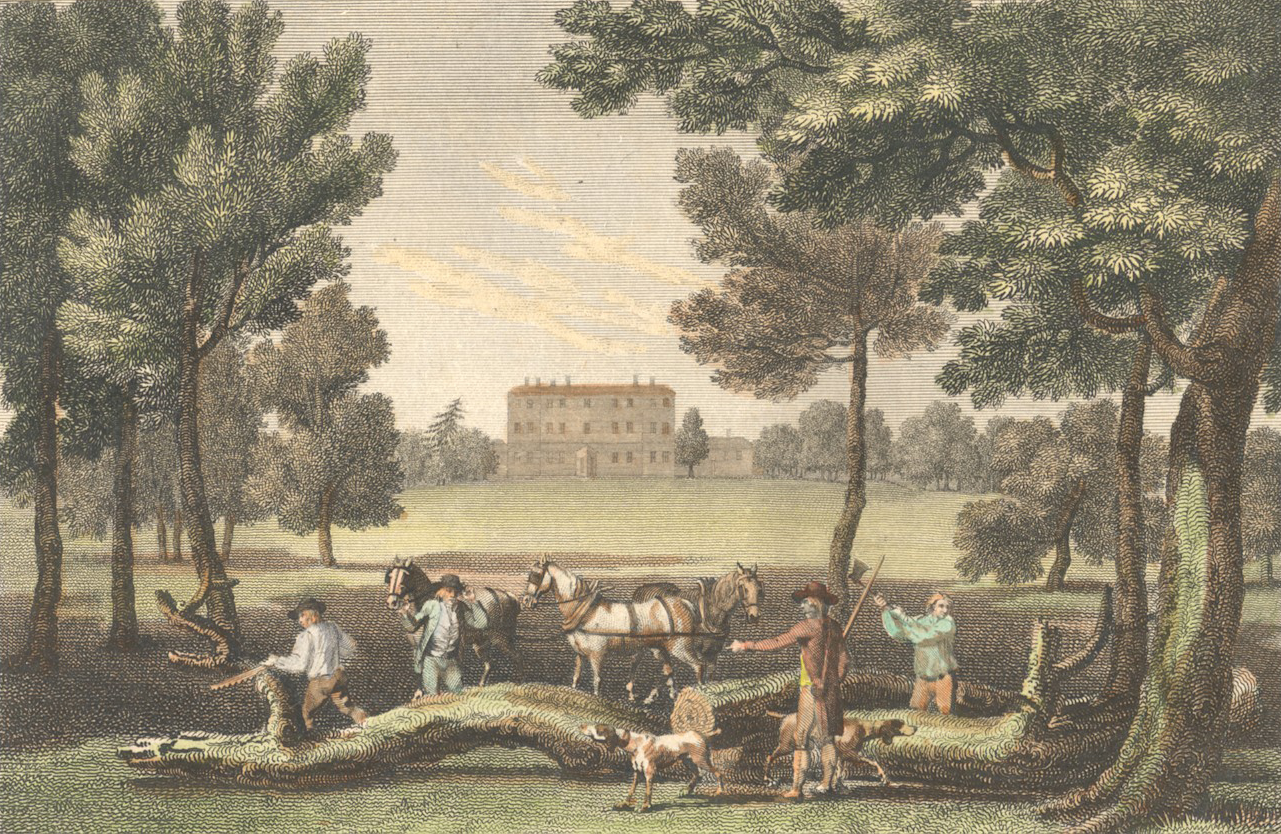
Impression de Caversham Park en 1790–1799 par W. et J. Walker

William Cadogan (1er comte Cadogan) commence à faire reconstruire la maison en 1718. Ami du duc de Marlborough, il tente de rivaliser avec les jardins du palais de Blenheim. Un plan de la conception de 1723 est publié par Colen Campbell dans Vitruvius Britannicus III, 1725. La maison brûle à la fin du XVIIIe siècle et est remplacée par une maison plus petite. Celle-ci est agrandie par le major Charles Marsack dans les années 1780, dans le style des temples grecs, avec une impressionnante colonnade corinthienne. Marsack est haut shérif de l'Oxfordshire en 1787. Cette maison brule également en 1850.

## Jardin
Dans ses Observations sur le jardinage moderne de 1770, Thomas Whately décrit l'approche de Caversham de Lord Cadogan comme exemplaire, une solution astucieuse à son cadre restrictif "confiné dans une vallée étroite, sans vues, bâtiments ou eau" . Il fait l'éloge de la déclaration sans équivoque d'être une route vers une grande maison: "L'approche de Caversham, bien qu'un mile de long, et pas une seule fois en vue de la maison, jusqu'à ce qu'elle se rapproche, ne peut cependant jamais être confondue avec une autre voie qu'elle est" .

## Bâtiment actuel

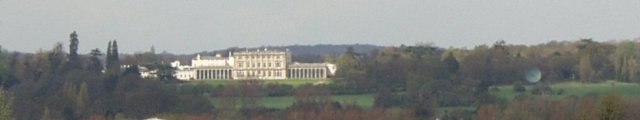
Caversham Park de loin (l'antenne parabolique de la BBC est sur la droite)

Le bâtiment actuel, inspiré des palais baroques italiens, est érigé après un incendie en 1850 par l'architecte Horace Jones qui, bien plus tard, a également conçu le Tower Bridge de Londres. Son propriétaire d'alors, William Crawshay II, un maître de forges surnommé le « roi de fer », fait reconstruire la maison sur une charpente en fer , un des premiers exemples de cette technique. Jones insère son bloc de sept baies entre deux colonnades de 1840 par John Thistlewood Crew  (appelé JT Crews par Pevsner et English Heritage ) qui a apparemment survécu à l'incendie.
Pendant la Première Guerre mondiale, une partie du bâtiment est utilisée comme maison de convalescence pour les soldats blessés. En 1923, l'école de l'Oratoire achète la maison et environ 120 hectares (300 acres) des 730 hectares restants du domaine (1 800 acres). Il en reste une chapelle et des tombes pour trois garçons, dont l'un est mort pendant la Seconde Guerre mondiale en 1940, les deux autres étant décédés d'un accident et d'une maladie dans les années 1920.
Le quartier résidentiel de Caversham Park Village est développé dans les années 1960 sur une partie du parc. La réserve naturelle locale Clayfield Copse fait partie des terres appartenant au parc Caversham .
À l'approche de Reading via l'A3290 (anciennement partie de l' autoroute A329(M)) en direction nord près de la jonction A4, Caversham Park est un point de repère clairement visible dominant la colline boisée de l'autre côté de la Tamise.

### BBC
Avec le début de la Seconde Guerre mondiale, le ministère britannique de la Santé réquisitionne Caversham Park, et envisage initialement de le transformer en hôpital. Cependant, la BBC achète la propriété avec des subventions gouvernementales et déplace son service de surveillance dans les locaux de Wood Norton Hall, près d'Evesham dans le Worcestershire, au printemps 1943. Le domaine voisin de Crowsley Park (en) est acquis par la BBC en même temps, pour servir de station de réception du service et continue de fonctionner dans ce rôle. En 1945, 1 000 personnes travaillaient sur le site .
Lors de grands travaux de construction dans les années 1980, le département d'architecture et de génie civil de la BBC restaure l'intérieur du manoir, supprime les bâtiments utilitaires en brique érigés du côté est du manoir pendant la guerre, convertit l'orangerie (alors utilisée comme cantine) en bureaux de rédaction et construit une grande nouvelle aile ouest pour abriter la salle d'écoute. Elle comprend un nouvel atrium vitré faisant face à l'écurie d'origine. Une nouvelle aile est a été construite dans les années 1990. Un autre projet de construction majeur en 2007-2008 voit l'aile ouest convertie pour abriter tout le personnel opérationnel de Monitoring.
Une antenne parabolique de grand diamètre est érigée dans le parc au début des années 1980. Elle est ensuite peinte en vert (plutôt qu'en blanc) pour réduire son encombrement. Les antennes à ondes courtes devant la maison sont supprimées.
En 2016, BBC Monitoring déménage à Londres, avec la perte d'un certain nombre d'emplois . Fin 2017, la BBC annonce la vente du domaine de Caversham Park, classé Grade II, dans le but d'économiser de l'argent sur les coûts immobiliers . La BBC quitte finalement Caversham Park après 75 ans en novembre 2018.